# Salsa rosa
La salsa rosa o salsa cocktail è una salsa dal gusto delicato ma rotondo e per questo indicata per accompagnare pesci, crostacei (in particolare gamberetti), toast pregiati e waffles.

## Storia
Negli Stati Uniti e in Canada la salsa cocktail viene di solito preparata senza maionese. Una ricetta del 1953 apparsa in un libro curato dalla statunitense Better Homes and Gardens prevede l'utilizzo di salsa piccante mischiata con il cren, succo di limone, Worcester, tabasco e cipolla grattugiata.
Secondo i britannici la salsa rosa fu inventata negli anni 1960 dalla chef della televisione Fanny Cradock, alla quale attribuiscono anche l'invenzione del cocktail di gamberi. Nella sua versione il rosa si ottiene aggiungendo il ketchup alla maionese.

## Preparazione
Esistono varie ricette per la preparazione della salsa.

### Europa
Nelle salse rosa in Europa viene di solito messa la maionese.

#### Belgio
La salsa rosa in Belgio si prepara con gli stessi ingredienti utilizzati in Italia, ma senza panna né yogurt e con il whisky al posto del cognac.

#### Francia
In Francia si utilizza indifferentemente il cognac o il whisky. È una delle poche ricette francesi in cui viene messo il ketchup.

#### Italia
Secondo una delle ricette italiane, la salsa rosa si prepara aggiungendo alla maionese salsa di pomodoro o ketchup, senape, salsa Worcestershire e/o il cognac. Per ultima va aggiunta la panna opportunamente montata o lo yogurt.

#### Regno Unito
Nella sua versione tradizionale britannica, la Marie Rose sauce contiene, oltre alla maionese, ketchup, pepe, tabasco, brandy, limone, e salsa Worcestershire.

#### Spagna
In Spagna si può preparare la salsa utilizzando succo di arancia e succo di limone. Come distillato si usano i brandy locali.

### Nord America
Secondo una ricetta dello chef statunitense Frank Stitt pubblicata nel 2004 gli ingredienti di base sono ketchup o pomodoro, salsa piccante, cren, succo di limone, Worcester e tabasco.

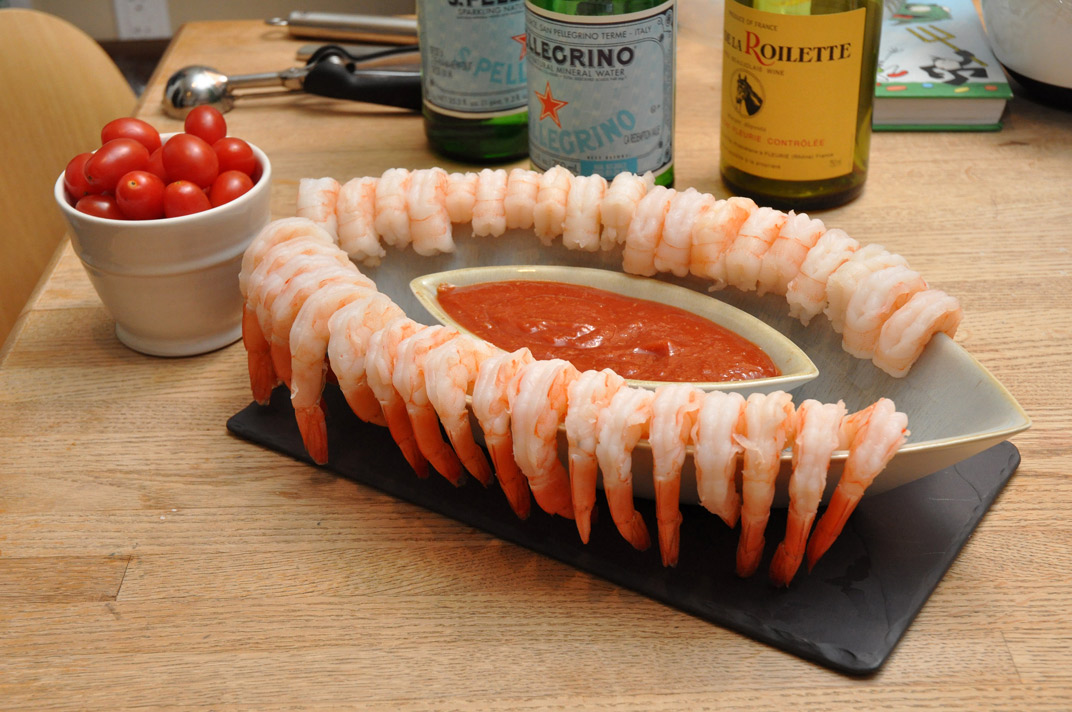
Salsa rosa per cocktail di gamberi negli Stati Uniti

## Alimenti simili
Esistono diverse salse simili alla salsa rosa in tutto il mondo. Nelle Americhe si preparano le piccanti salsa russa, salsa Thousand Island, e la salsa golf del Sud America.
La salsa rosa non va confusa con la salsa aurora, che è invece ottenuta mescolando della salsa di pomodoro a della vellutata.